# Leonardo (bedrijf)

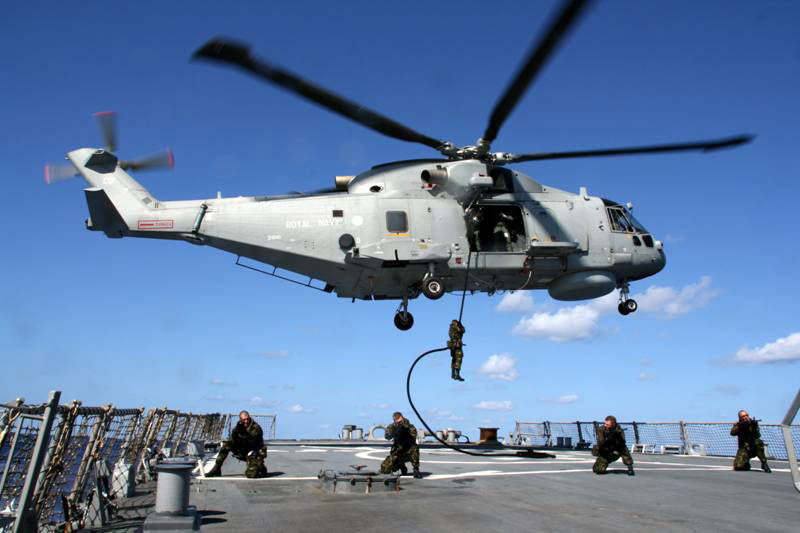
AgustaWestland AW101

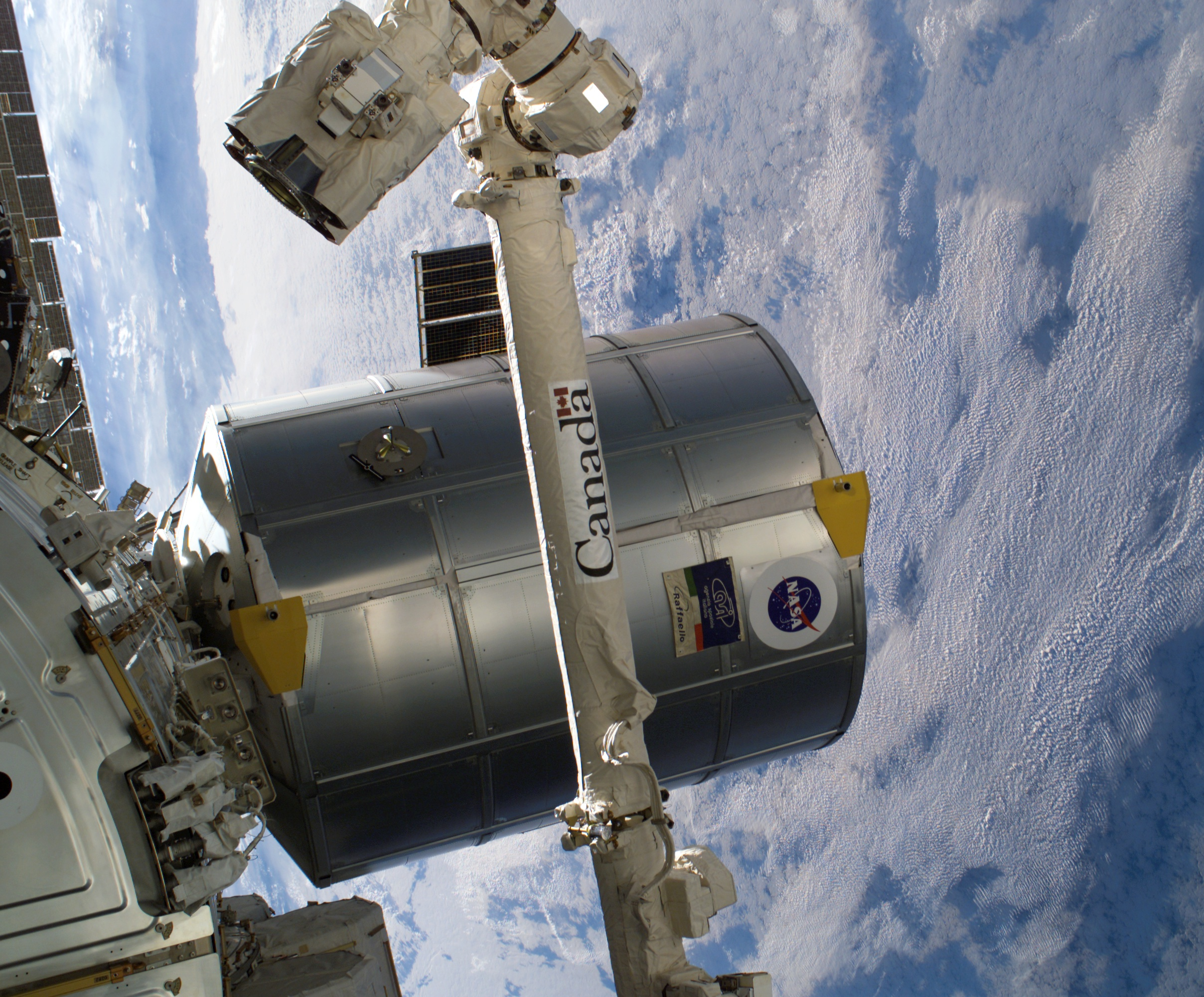
Raffaello MPLM, een logistieke ruimtecapsule

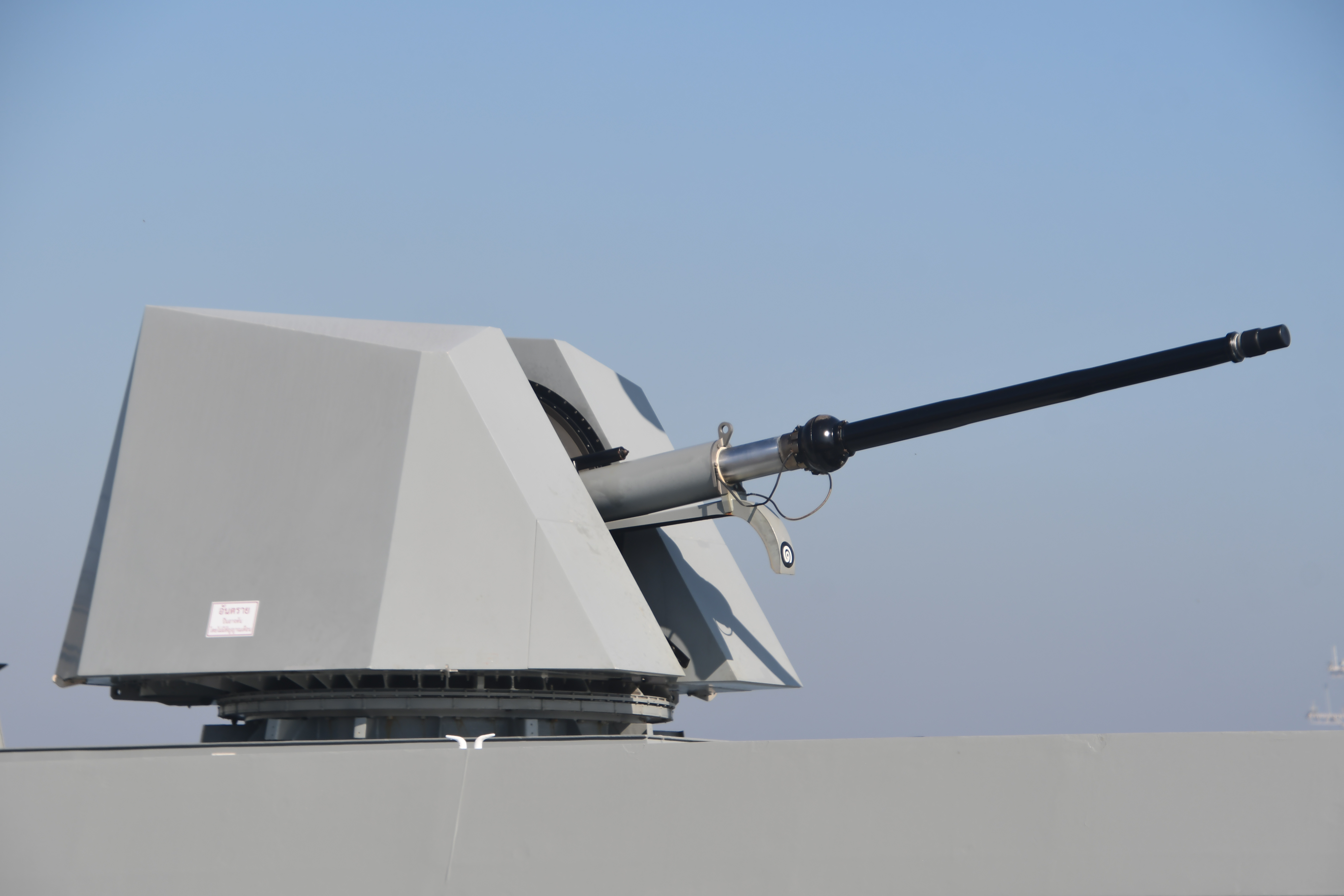
OTO Melara 76mm-kanon

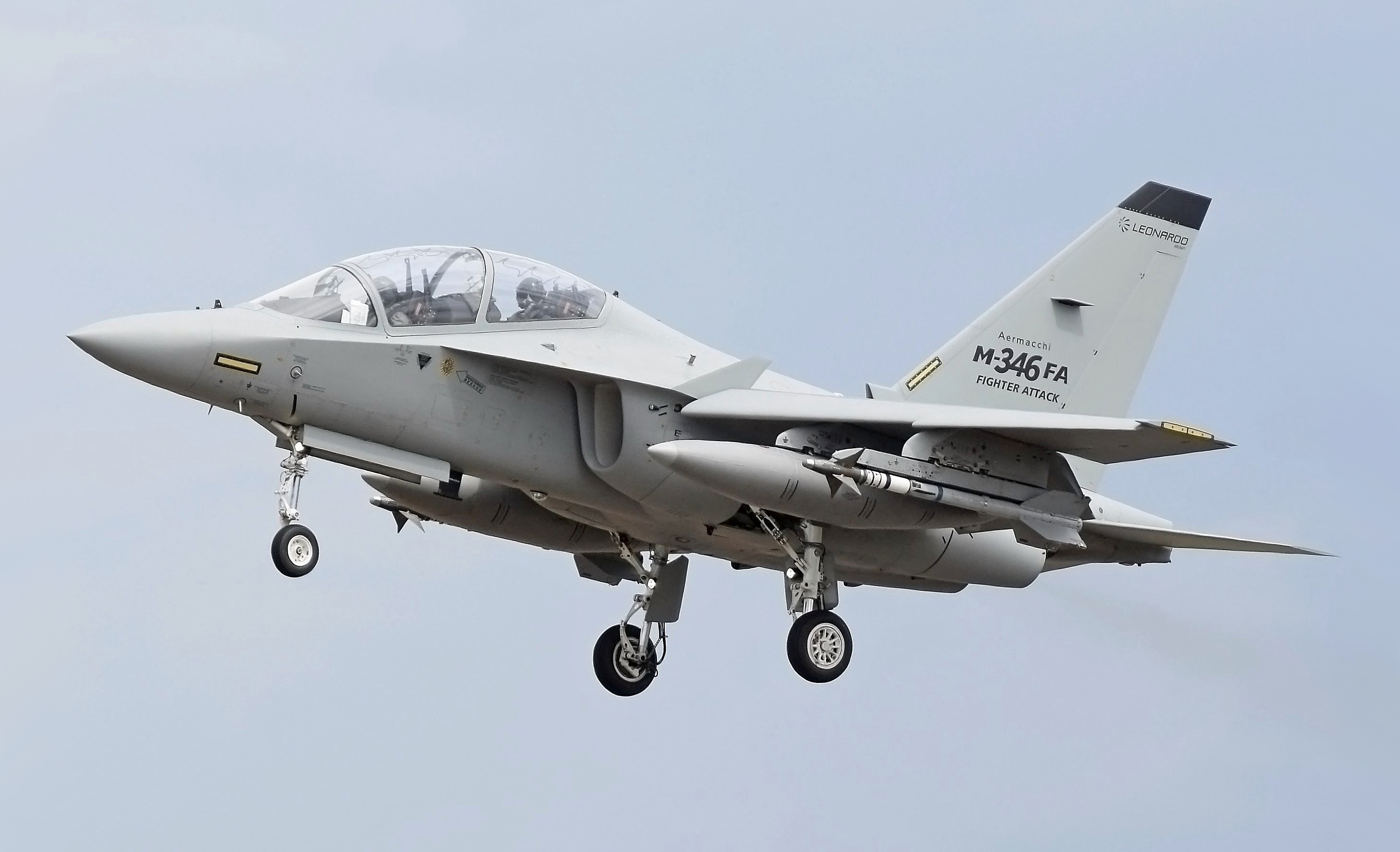
M-346

Leonardo (voluit: Leonardo - Società per Azioni) is een Italiaanse holding. Tot 28 april 2016 was de naam Finmeccanica SpA. Het bedrijf is in ruim 100 landen actief en heeft 60.000 mensen in dienst.

## Geschiedenis
De Società Finanziaria Meccanica, kortweg Finmeccanica, is opgericht op 18 maart 1948 door de Istituto per la Ricostruzione Industriale (IRI) om alle bedrijven in de machine- en scheepsbouw te beheren. In 2000 is Finmeccanica geprivatiseerd. Ongeveer een derde van de aandelen is in het bezit gebleven van het Italiaanse ministerie van Financiën. De overige aandelen zijn vrij verhandelbaar op de aandelenbeurs in Milaan.
In december 2013 verkocht Finmeccanica het minderheidsbelang in Ansaldo Energia. Fondo Strategico Italiano betaalde 277 miljoen euro voor het aandelenbelang van 40%. De koper had ook een optie om het resterende belang van 15% over te nemen, dit recht is medio 2017 uitgeoefend.
In februari 2015 werd bekend dat Finmeccanica haar 40% aandelenbelang in Ansaldo STS en alle aandelen van treinfabrikant AnsaldoBreda gaat verkopen. Het Japanse Hitachi betaalt 36 miljoen euro voor AnsaldoBreda en 773 miljoen euro voor Ansaldo STS. Als deze transactie is afgerond, gaat Hitachi een bod uitbrengen op de resterende aandelen Ansaldo STS die op de beurs staan genoteerd. AnsaldoBreda telt vier productie vestigingen en zo’n 2300 medewerkers. Finmeccanica gaat met de opbrengst schulden aflossen. Op 2 november 2015 werd de verkoop aan Hitachi afgerond.
Op 1 januari 2016 stelde het bedrijf een aanzienlijk wijziging voor van de bedrijfsvoering. Het wil zich concentreren op de defensieactiviteiten en de civiele activiteiten kwamen in de verkoop. Met het nieuwe beleid werd per 28 april 2016 ook de naam gewijzigd in Leonardo.
Begin 2020 nam het voor US$ 185 miljoen de Zwitserse helikopterbouwer Kopter Group AG over. Dit bedrijf heeft sinds 2014 de Kopter SH09, een een-motorige helikopter voor 5 tot 8 personen, in de verkoop. Leonardo had plannen om zelf een vergelijke helikopter te ontwikkelen, maar laat dit plan na de koop varen.
Leonardo is een belangrijke partij voor de productie en onderhoud van de F-35. In de fabriek in Cameri worden F-35 toestellen geassembleerd en gereedgemaakt voor de Italiaanse en Nederlandse luchtmacht. De Amerikaanse regering heeft deze fabriek ook aangewezen voor het groot onderhoud aan deze vliegtuigen, een Maintenance, Repair, Overhaul & Upgrade (MRO&U) centre, in Europa. Verder is Leonardo betrokken bij de bouw van de vleugels voor de F-35.
In maart 2022 verkocht het Amerikaanse bedrijfsonderdeel DRS voor US$ 450 miljoen GES, de satelliet communicatie activiteiten, aan  SES. GES levert deze diensten wereldwijd en is de grootste aanbieder van deze vorm van communicatie aan de Amerikaanse overheid. De toezichthouders hebben ingestemd en de transactie werd op 1 augustus 2022 afgerond.
Op 14 december 2023 kondigden de defensieministers van Japan, Italië en het Verenigd Koninkrijk de gezamenlijke ontwikkeling aan van een nieuw gevechtsvliegtuig, dat in 2035 in de lucht moet zijn. Deelnemende bedrijven zijn behalve Leonardo BAE Systems, Mitsubishi Electric Corporation en Rolls-Royce plc.
In juli 2024 sloot het bedrijf een overeenkomst met Rheinmetall om een joint venture op te richten. De joint venture heeft tot doel samenwerking op het gebied van landvoertuigen. Concreet willen de twee de nieuwe Duitse KF51 Panther tank en de Lynx aanpassen en produceren voor het Italiaanse leger. Italië heeft plannen voor een bestelling van 350 Lynx en 200 Panther tanks ter waarde van 20 miljard euro.
In maart 2025 richtte het bedrijf ook een joint venture op met de Turkse droneproducent Baykar. De joint venture betekent concreet dat bestaande Turkse drones gericht op oorlogsvoering worden geoptimaliseerd met de technologie waar Leonardo sterk in is. Het doel hiervan was om een nieuwe, hoogtechnologische Europese drone te produceren.
Eind juli 2025 heeft Leonardo een overeenkomst getekend om Iveco Defence Vehicles over te nemen voor € 1,7 miljard. Leonardo verwacht de transactie in het eerste kwartaal van 2026 af te ronden, na de goedkeuring door de toezichthouders. De overname past in de ambitie van Leonardo om een veelzijdig fabrikant van landverdedigingssystemen te worden. Iveco Defence Vehicles behaalde in 2024 een omzet van € 1,1 miljard en een bedrijfsresultaat van € 108 miljoen. Het bedrijf heeft vijf productielocaties in Duitsland, Roemenië en Brazilië, met ongeveer 2000 werknemers.

## Activiteiten en deelnemingen
Leonardo is een Italiaans bedrijf en levert luchtvaart en elektronica gerelateerde producten vooral aan defensie. Ongeveer 75% van de omzet is defensie gerelateerd en 25% wordt behaald op de civiele markt. Het zwaartepunt van de activiteiten is in Italië, maar de omzet wordt voor 85% buiten dit land gerealiseerd. Per jaareinde 2023 had voor 39,5 miljard euro aan orders in de boeken staan die nog uitgevoerd moesten worden. Het bedrijf is ook betrokken bij projecten voor grenshekken.
De activiteiten zijn verdeeld over vijf onderdelen, Helikopters en Elektronica, Defensie & Veiligheid zijn veruit de belangrijkste bedrijfsonderdelen die samen driekwart van de omzet voor hun rekening nemen.
Helikopters
- Leonardo SpA
- Leonardo UK Ltd
- PZL-Swidnik SA
- AgustaWestland Philadelphia
- Kopter Group AG

Elektronica Defensie & Veiligheid
- Electronics Division
  - Leonardo SpA
  - Leonardo UK Ltd
  - Leonardo DRS (72,3% Leonardo)
- Cyber Security Division
  - Leonardo SpA
  - Leonardo UK Ltd
  - MBDA (25% / 37,5% Airbus Group en 37,5% BAE Systems)
  - Elettronica SpA (31,33%)
  - Hensoldt AG (25,1%)

Ruimtevaart
- Thales Alenia Space (33% Leonardo / 67% Thales Group)
- Telespazio (67% Leonardo / 33% Thales Group)
- Avio SpA (29,6% Leonardo)

Vliegtuigen
- Aircraft Division van Leonardo SpA
- GIE ATR (50% Leonardo / 50% Airbus Group)

Vliegtuigcomponenten
- Aerostructures Division Leonardo SpA